# Concertino
En una orquestra simfònica, el concertino és el solista de la secció de violins primers. De forma més general, el concertino és l'instrument o grup d'instruments solistes, per contraposició al ripieno, que és el conjunt d'instruments que serveixen d'acompanyament i base per al concert. Entre tots dos sol donar-se un intercanvi de material musical. El nom sorgeix del concerto grosso, gènere empleat sobretot en el barroc italià, un tipus de música al qual va destacar el compositor Arcangelo Corelli. Per extensió, s'utilitzen tots dos termes per a qualsevol agrupació de músics que compleixin les seves característiques; pot parlar-se, per exemple, del concertino i el ripieno d'una Big Band de jazz, gènere que comparteix moltes característiques formals amb el concerto grosso (incloent la llibertat interpretativa i d'improvisació, que és típica de la música anterior al classicisme).
En l'actualitat, el terme s'usa molt comunament per a la música simfònica, on la primacia dels violins és molt habitual. Així, en l'orquestra, el concertino és la persona de major jerarquia després del director, el que executa els solos de violí en cas que n'hi hagi, amb excepció dels concerts, en el qual és probable que intervinguin diversos violins solistes. El concertino pren decisions respecte a la tècnica d'execució dels violins i, a vegades, de tots els instruments de corda, i pot comandar la afinació de tota l'orquestra (o només de les cordes) abans dels assajos i actuacions, juntament amb altres qüestions tècniques. A vegades ajuda a la direcció de l'orquestra amb petits gestos que marquen temps que no poden ser indicats solament per la batuta del director.